# Pareques acuminatus
Espèce
Synonymes
- Eques lineatus Cuvier, 1830[2]
- Eques pulcher Steindachner, 1867[2]
- Equetus acuminatus (Bloch & Schneider, 1801)[2]
- Equetus acuminatus[3]
- Equetus pulcher (Steindachner, 1867)[2]
- Grammistes acuminatus Bloch & Schneider, 1801[2]

Statut de conservation UICN

 LC  : Préoccupation mineure
Pareques acuminatus est une espèce de poisson à nageoires rayonnées de la famille des Sciaenidae.

## Publication originale
- Marcus Elieser Bloch, J. F. Hennig, Johann Gottlob Schneider, Systema ichthyologiae iconibus (œuvre littéraire), Johann Friedrich Hennig, Berlin, 1801, [lire en ligne].